# Martim Soares
Martin Soarez, o Martim Soares (fl. XIII secolo), è stato un trovatore portoghese, attivo nel periodo 1230/1235-1270.

## Biografia
Amico di Johan Perez de Avoin, frequentò la corte di Alfonso X ed ebbe contatti con molti poeti come Pero da Ponte o Johan Soarez Coelho. È autore di 45 testi: ventisette cantigas de amor, tra le quali spicca la famosa cantiga da garvaia (il cui genere è di difficile ascrizione, ma con tracce che risalgono alla cantiga de amor), 17 cantigas de escarnio e maldizer, una tenzone, contro Pai Soarez de Taveirós.
Sono inoltre conosciute le sue cantigas de maldizer con lo xograr Lopo, tra cui quella che inizia con il verso Foi a citola temprar, nella quale critica lo xograr per non saper suonare la citola, consigliandogli di smettere. Anche in questa'altra cantiga de maldizer lo vediamo tornare ad accanirsi contro Lopo: 
Escasso foi o infançón
en seus couces partir entón,
ca non deu a Lopo entón
mais de tres ena garganta;
e mais merece o jograrón
segundo com’el canta.»